# Droyßig
Droyßig – miejscowość i gmina w Niemczech, w kraju związkowym Saksonia-Anhalt, w powiecie Burgenland, siedziba gminy związkowej Droyßiger-Zeitzer Forst.

## Geografia
Droyßig leży ok. 8 km na zachód od miasta Zeitz.
1 stycznia 2010 w granicach administracyjnych Droyßig znalazła się gmina Weißenborn.

## Zabytki

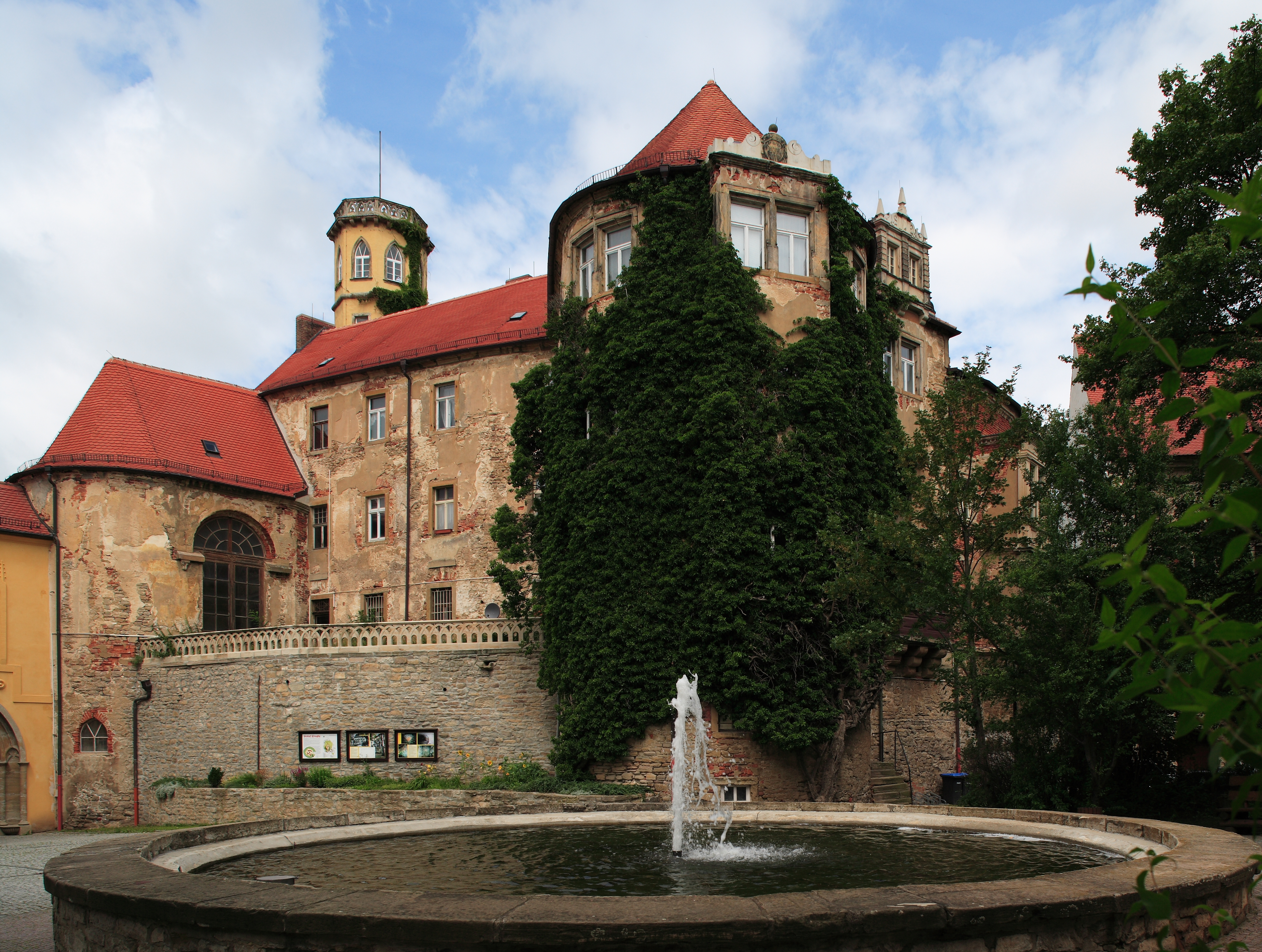
Zamek
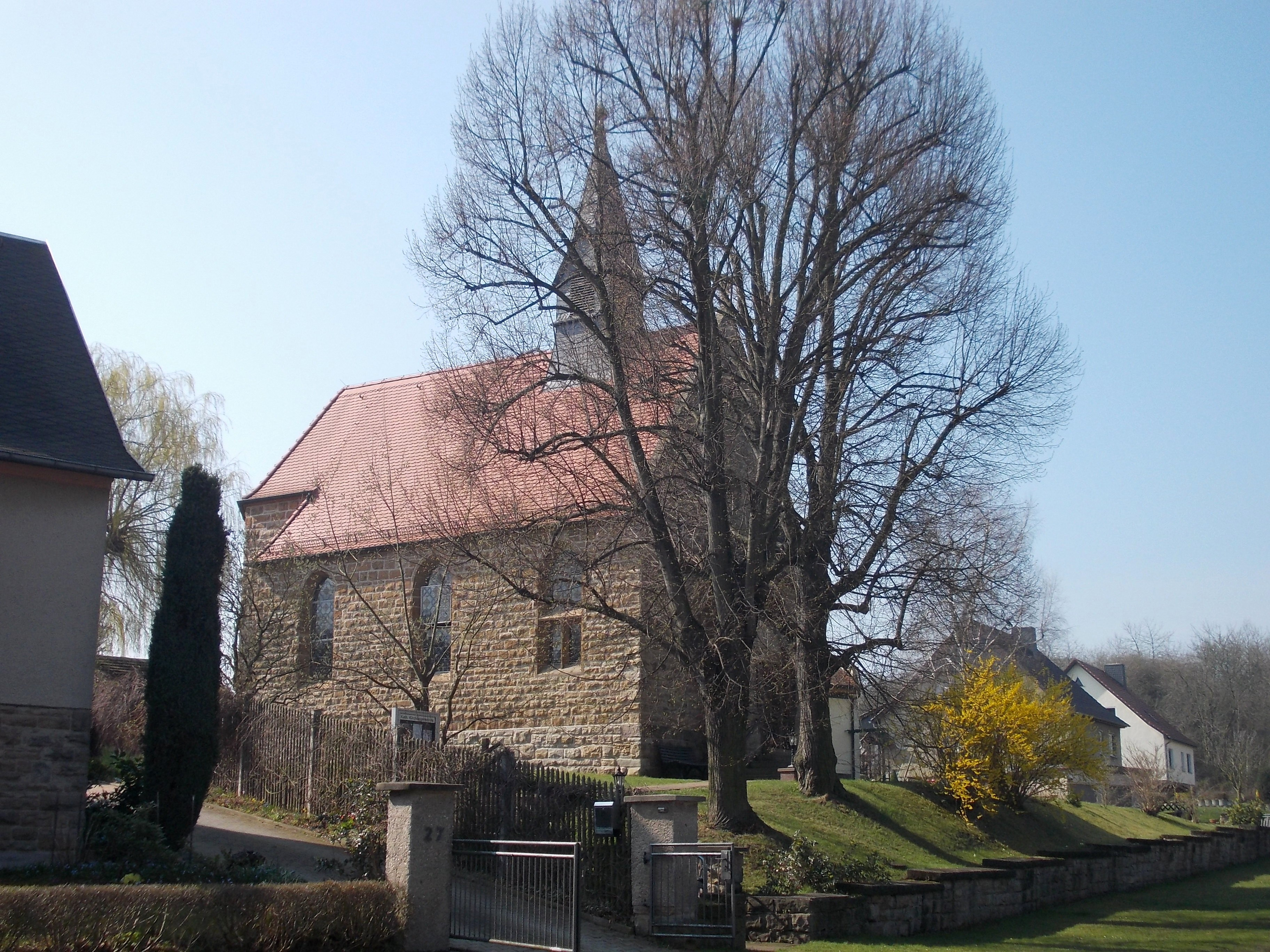
Kościół św. Marii (katolicki)
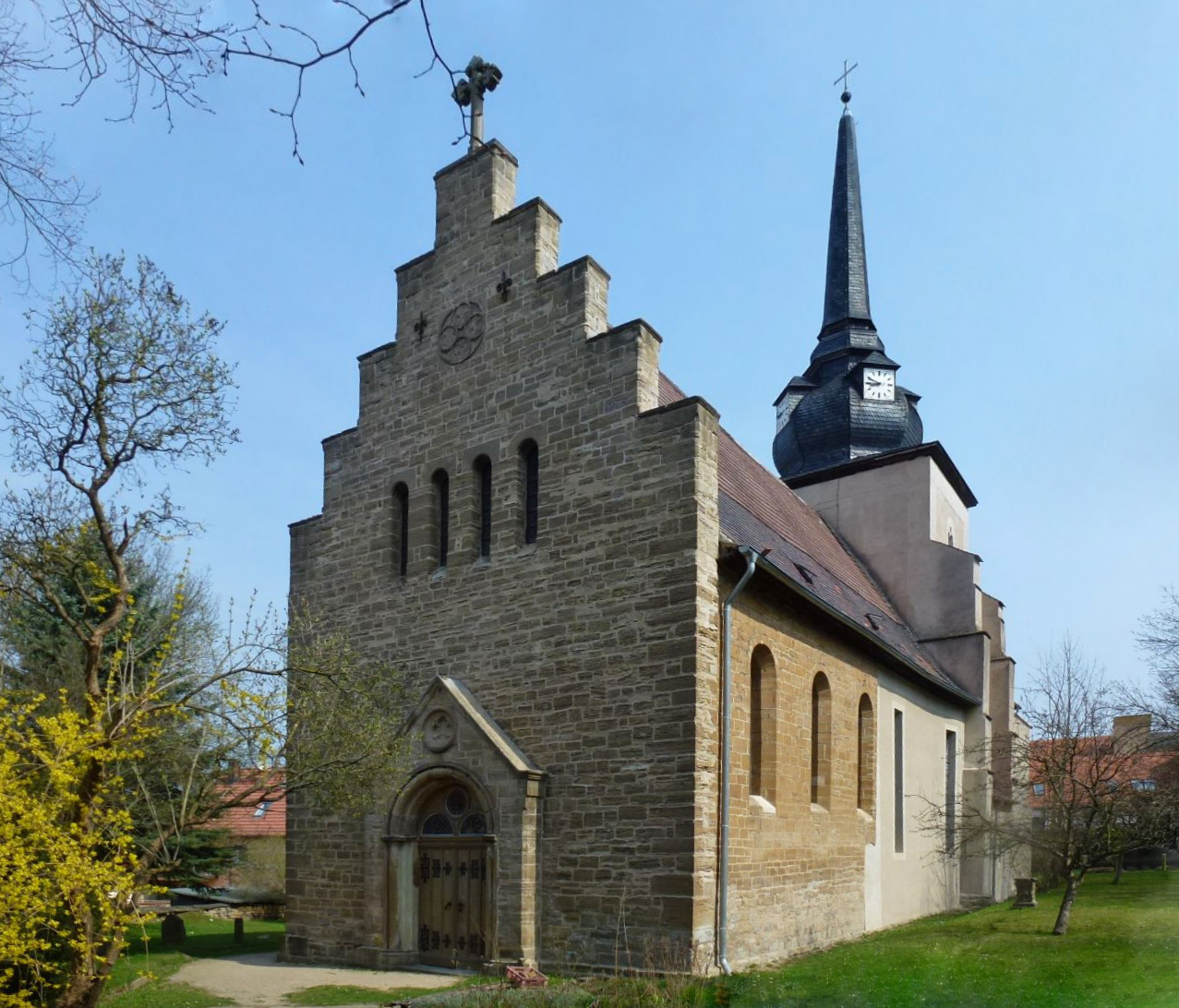
Kościół św. Bartłomieja
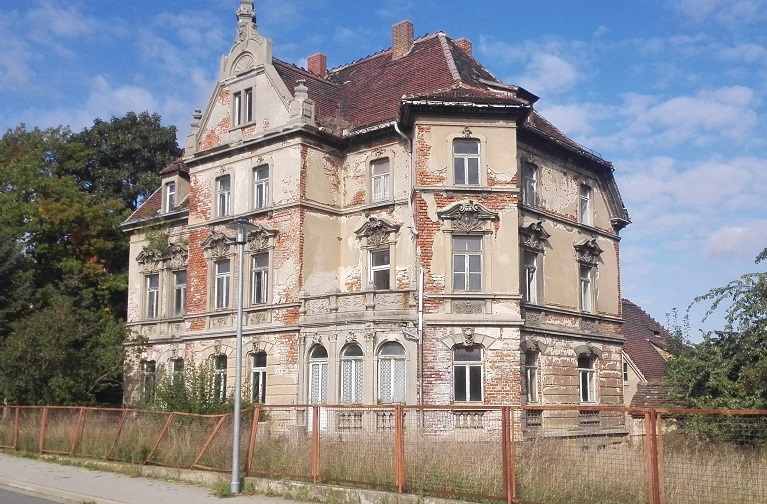
Willa Hierschel

- Zamek
- Kościół św. Marii
- Kościół św. Bartłomieja
- Willa Hierschel

## Urodzeni w Droyßig
- Adolf Magnus Hoym – królewsko-polski i elektorsko-saski rzeczywisty tajny radca, minister saski
- Carl Siegfried von Hoym – królewsko-polski i elektorsko-saski tajny radca, radca dworu i szambelan
- Ludwig Gebhard von Hoym (1631–1711) – królewsko-polski i elektorsko-saski rzeczywisty tajny radca, minister saski
- Ludwig Gebhard von Hoym (1678–1738) – królewsko-polski i elektorsko-saski rzeczywisty tajny radca